# حمض بيتا-هيدروكسي بيتا-ميثيل بيوتريك
حمض البيتا-هيدروكسي بيتا-ميثيل بيوتيريك (HMB) والمعروف أيضًا باسم القاعدة المترافقة له بيتا-هيدروكسي بيتا-ميثيل بيوتيرات هو حمض يفرز طبيعيًا في جسم الإنسان. يُستخدم كمُكمل غذائي أو كمُكون في بعض الأغذية الطبية التي تساعد على التئام الجروح أو تُقدم الدعم الغذائي للذين يعانون من هزال العضلات بسبب السرطان أو فيروس نقص المناعة المكتسبة/ الإيدز. يستخدمه الأصحاء لزيادة حجم وقوة العضلات وزيادة كتلة الجسم الغَثّ (Lean body mass); فهو يُقلل من تلف العضلات الناتج من ممارسة الرياضة ويُحسِن الأداء الرياضي. تُشير المراجعات الطبية والتحليلات التلوية أن حمض البيتا-هيدروكسي بيتا-ميثيل بيوتيريك (HMB) يساعد ويحافظ بل ويزيد من قوة العضلات وكتلة الجسم الغَثّ للأفراد الذين يعانون من فقدان حجم العضلات الناتج عن التقدم في العمر. ذلك لأن (HMB) يُحفز إنتاج البروتينات ويُثبط تكسيرها في الأنسجة العضلية. لا توجد آثار جانبية عند الاستخدام الطويل كمُكمل غذائي من قِبَل البالغين الأصحاء.
تم اكتشاف تأثير (HMB) على العضلات لأول مرة على يد ستيفن ل.نيسن في جامعة ولاية آيوا منتصف التسعينيات. وفي عام 2018، لم يتم حظر استخدام حمض البيتا-هيدروكسي بيتا-ميثيل بيوتيريك (HMB) من قِبل الرابطة الوطنية لرياضة الجامعات (NCAA) أو الوكالة العالمية لمكافحة المنشطات (WADA) أو أي منظمة رياضية بارزة وطنية أو دولية.

## روابط خارجية
- Beta-Hydroxyisovaleric acid في المكتبة الوطنية الأمريكية للطب نظام فهرسة المواضيع الطبية (MeSH).